# Spelunky
Spelunky é um jogo independente de ação e aventura criado por Derek Yu e disponibilizado gratuitamente para o Microsoft Windows, além de ter sido lançado comercialmente para o Xbox 360 (também existe uma adaptação não oficial para o Mac OS X). O jogador controla um espeleologista (spelunker, em inglês) que explora uma série de cavernas enquanto adquire tesouros, salva donzelas em perigo e desvia de armadilhas e uma variedade de criaturas subterrâneas. A versão 1.0 foi lançada em 1º de setembro de 2009. O código-fonte foi lançado em 25 de dezembro de 2009, junto da versão 1.1. Uma versão melhorada foi lançada no Xbox Live Arcade em 4 de julho de 2012.

## Jogabilidade
Jogadores controlam um aventureiro anônimo, conhecido apenas como o "spelunker" ("espeleologista" em tradução literal). O objetivo do jogo é explorar túneis subterrâneos e adquirir a maior quantidade possível de tesouro, enquanto evita armadilhas e inimigos. O aventureiro pode chicotear ou pular em seus inimigos para derrotá-los, pegar itens para jogar nos inimigos ou ativar armadilhas de uma distância segura, e utilizar uma quantidade limitada de bombas e cordas para navegar as cavernas. Níveis são gerados aleatoriamente e agrupados em quatro "áreas" com nível crescente de dificuldade. Cada área possui um grupo de inimigos, itens e terrenos diferentes. Áreas mais profundas possuem tesouros e itens melhores, além de áreas secretas (como a Cidade de Ouro). Entretanto, se o jogador perder todos os seus corações ou cair em uma armadilha de morte instantânea, deverá recomeçar do início.
Inimigos incluem animais como morcegos, cobras e aranhas de variados tamanhos, outras pessoas e monstros o Iéti, plantas carnívoras e fantasmas. O jogador pode coletar vários itens, principalmente ouro e joias, que irão aumentar sua pontuação, mas também alguns itens úteis, como bombas, armas, equipamentos de escalada e artefatos. Alguns desses últimos possuem poderes sobrenaturais, como a coroa egípcia e a caveira de cristal, apesar de que vários itens podem ser adquiridos somente de maneira secreta.

## Outras versões
Desde que o código foi liberado, membros da comunidade criaram várias versões modificadas do jogo original. A maioria desses mods se encontram disponíveis no fórum do site da companhia de Derek Yu, Mossmouth, onde uma lista com os mods completos é mantida.

## Recepção e crítica
O site IGN deu 9,0 pontos à versão do XBLA e virou "Escolha dos Editores", chamando-o de "um excelente jogo de plataforma 2D que é tão fácil de odiar, quanto de amar." GamesRadar deu ao jogo 5/5, elogiando sua jogabilidade e constante sensação de exploração. GameTrailers deu ao jogo 8,3 pontos, elogiando seu design porém criticando alguns de seus controles e o multijogador desnecessário. 1UP.com de nota A ao jogo, dizendo que "ele oferece a mesma diversão imediata presente em Geometry Wars, mas requer muito mais que apenas os reflexos de seu cérebro de lagarto."
Spelunky recebeu o prêmio de Excelência em Design no Independent Games Festival de 2012.